# Charles G. Atherton

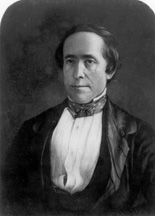
Charles G. Atherton

Charles Gordon Atherton (* 4. Juli 1804 in Amherst, Hillsborough County, New Hampshire; † 15. November 1853 in Manchester, Hillsborough County, New Hampshire) war ein US-amerikanischer Politiker. Zwischen 1837 und 1853 vertrat er mit einer Unterbrechung den Bundesstaat New Hampshire in beiden Kammern des Kongresses.

## Werdegang
Charles Atherton war der Sohn des Kongressabgeordneten Charles Humphrey Atherton (1773–1853). Er studierte bis 1822 an der Harvard University. Nach einem anschließenden Jurastudium und seiner im Jahr 1825 erfolgten Zulassung als Rechtsanwalt begann er in Dunstable dem heutigen Nashua in New Hampshire in seinem neuen Beruf zu arbeiten. In den 1820er Jahren schloss er sich der Bewegung um den späteren Präsidenten Andrew Jackson an und wurde Mitglied der von diesem im Jahr 1828 gegründeten Demokratischen Partei. Im Jahr 1830 und zwischen 1833 und 1835 saß er im Staatsrepräsentantenhaus. Dabei war er von 1833 bis 1835 Präsident der Kammer. Bei den Kongresswahlen des Jahres 1836 wurde er als Kandidat seiner Partei in das US-Repräsentantenhaus gewählt, wo er am 4. März 1837 sein neues Mandat antrat. Nach zwei Wiederwahlen konnte er dort bis zum 3. März 1843 drei Legislaturperioden absolvieren.
Bei den Wahlen des Jahres 1842 kandidierte Charles Atherton nicht mehr für das Repräsentantenhaus, sondern für den US-Senat. Zwischen dem 4. März 1843 und dem 3. März 1849 vertrat er dort nach seinem Wahlsieg seinen Staat als Class-3-Kategorie-Senator. Dort war er zwischen 1845 und 1847 Vorsitzender des Ausschusses Committee on Printing. Zwischenzeitlich gehörte er auch dem Ausschuss für Straßen und Kanäle und dem Finanzausschuss an, den er von 1847 bis 1849 leitete. Nach seinem Ausscheiden aus dem Senat praktizierte er wieder als Rechtsanwalt. Im Jahr 1852 wurde er als Class 2 Senator erneut in den US-Senat gewählt, wo er am 4. März 1853 eine weitere Amtszeit antrat, die eigentlich bis zum 3. März 1859 gelaufen wäre. Er konnte aber nur wenige Monate davon absolvieren, weil er bereits am 15. November 1853 verstarb. Obwohl Atherton ein Politiker der Nordstaaten war, vertrat er die Rechte der Einzelstaaten, die in der Regel von Politikern aus dem Süden eingefordert wurden.